# IC 3371
IC 3371 est une galaxie spirale vue par la tranche et située dans la constellation de la Vierge. Sa vitesse par rapport au fond diffus cosmologique est de 1 258 ± 23 km/s, ce qui correspond à une distance de Hubble de 18,55 ± 1,34 Mpc (∼60,5 millions d'al). Cette galaxie a été découverte par l'astronome américain Royal Harwood Frost en 1904.
La classe de luminosité d'IC 3371 est III-IV et elle présente une large raie HI.

## Distance d'IC 3371
À ce jour, plus d'une vingtaine de mesures non basées sur le décalage vers le rouge (redshift) donnent une distance de 32,564 ± 3,843 Mpc (∼106 millions d'al), ce qui est à l'intérieur des valeurs de la distance de Hubble.
Cependant, Cette galaxie, comme plusieurs de l'amas de la Vierge, est relativement rapprochée du Groupe local et on obtient souvent une distance de Hubble très différente en raison de leur mouvement propre dans le groupe où dans l'amas où elles sont situées. La distance de 32,564 Mpc est peut-être plus près de la réalité. Selon ces deux mesures, IC 3371 se dirige vers le centre de l'amas en direction opposée de la Voie lactée. Notons que c'est avec la valeur moyenne des mesures indépendantes, lorsqu'elles existent, que la base de données NASA/IPAC calcule le diamètre d'une galaxie.

## Groupe de M87, de M60 et l'amas de la Vierge
Selon A.M. Garcia, IC 3371 est membre du groupe de M87 (NGC 4486). Ce groupe de galaxies comprend au moins 96 membres, dont 53 apparaissent au New General Catalogue et 17 à l'Index Catalogue.
D'autre part, la plupart des galaxies du New General Catalogue et seulement quatre de l'Index Catalogue apparaissent  dans une liste de 227 galaxies d'un article publié par Abraham Mahtessian en 1998. IC 3371 ne fait pas partie de cette liste. Cette liste comporte plus de 200 galaxies du New General Catalogue et une quinzaine de galaxies de l'Index Catalogue. On retrouve dans cette liste 11 galaxies du Catalogue de Messier, soit M49, M58, M60, M61, M84, M85, M87, M88, M91, M99 et M100.
Toutes les galaxies de la liste de Mahtessian ne constituent pas réellement un groupe de galaxies. Ce sont plutôt plusieurs groupes de galaxies qui font tous partie d'un amas galactique, l'amas de la Vierge. Pour éviter la confusion avec l'amas de la Vierge, on peut donner le nom de groupe de M60 à cet ensemble de galaxies, car c'est l'une des plus brillantes de la liste. L'amas de la Vierge est en effet beaucoup plus vaste et compterait environ 1300 galaxies, et possiblement plus de 2000, situées au cœur du superamas de la Vierge, dont fait partie le Groupe local,.
De nombreuses galaxies de la liste de Mahtessian se retrouvent dans onze groupes décrits dans l'article d'A.M. Garcia, soit le groupe de NGC 4123 (7 galaxies), le groupe de NGC 4261 (13 galaxies), le groupe de NGC 4235 (29 galaxies), le groupe de M88 (13 galaxies, M88 = NGC 4501), le groupe de NGC 4461 (9 galaxies), le groupe de M61 (32 galaxies, M61 = NGC 4303), le groupe de NGC 4442 (13 galaxies), le groupe de M87 (96 galaxies, M87 = NGC 4486), le groupe de M49 (127 galaxies, M49 = NGC 4472), le groupe de NGC 4535 (14 galaxies) et le groupe de NGC 4753 (15 galaxies). Ces onze groupes font partie de l'amas de la Vierge et ils renferment 396 galaxies. Certaines galaxies de la liste de Mahtessian ne figurent cependant dans aucun des groupes de Garcia et vice versa.